# Заколы
Заколы (укр. Заколи) — левый приток реки Чага, расположенный на территории Каушанского (Молдавия) и Тарутинского районов (Одесская область, Украина).

## География
Длина — 18 км. Площадь бассейна — 116 км². Долина с обрывистыми берегами, частично изрезана балками и промоинами. Русло пересыхает, в среднем течении — выпрямлено в канал (канализировано с двухсторонней дамбой). На реке в верхнем течении создано несколько прудов.
Берёт начало от нескольких ручьёв в Каушанском районе, что восточнее села Токуз. Река течёт на юго-запад, дважды пересекает государственную границу Молдавии и Украины, затем вновь протекает по территории Каушанского района в балке Каса-Поле, далее вновь пересекает госграницу. Впадает в реку Чага (на 75-м км от её устья) в селе Елизаветовка на территории Тарутинского района.
Притоки:
1. Токузы п

Населённые пункты (от истока к устью):
1. Звёздочка
2. Украинка
3. Елизаветовка